# Paolo Cognetti

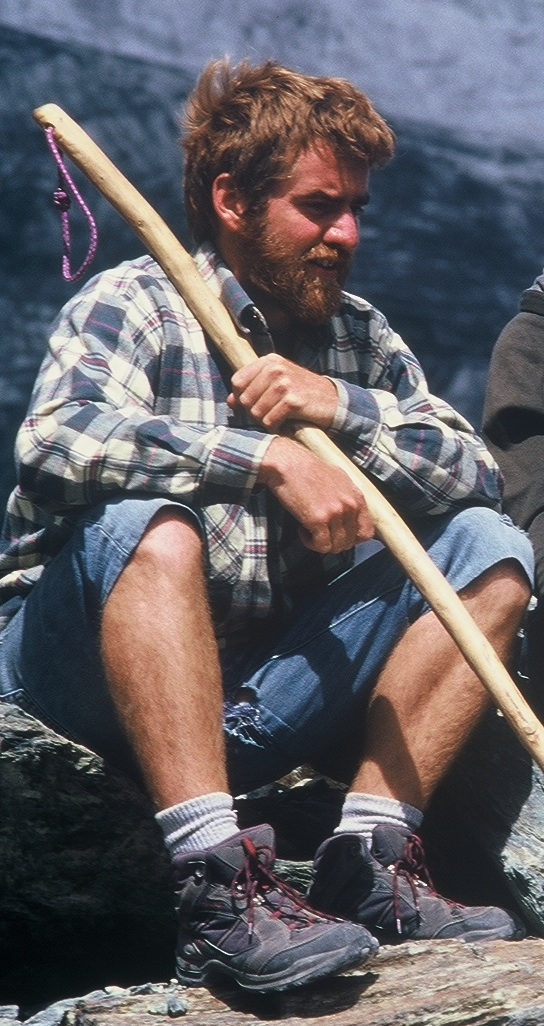
Foto del 2010

Paolo Cognetti (Milán, 27 de enero de 1978) es un escritor italiano vencedor del Premio Strega 2017.

## Biografía
Paolo Cognetti comenzó a escribir sobre los dieciocho años. En la universidad comenzó a estudiar matemáticas y literatura estadounidense de forma autodidacta. Tras abandonar los estudios académicos se diplomó en 1999 en la Escuela de Cine de la ciudad de Milán. En la década siguiente se ha dedicado a realizar documentales de carácter social, político y literario.
Su primera publicación como narrador fue en 2003 con el relato Hacer orden, ganador del Premio Subway-Letteratura. El año siguiente publicó un relato dentro de la colección La calidad del aire, dirigida por Nicola Lagioia y Christian Raimo. En los años siguientes ha publicado los relatos Manuale per ragazze di successo (2004) y Una cosa piccola che sta per esplodere (2007) así como la "novela de relatos" Sofia si veste sempre di nero (2012), todos ellos ganadores de numerosos premios.
Después de una serie de documentales sobre la literatura americana (Scrivere/New York, 2004) ha publicado en el 2010 New York è una finestra senza tende, seguido en el 2014 de Tutte le mie preghiere guardano verso ovest, dos guías personales sobre la ciudad de New York. En el 2015 dirigió para la editorial Einaudi la antología New York Stories. La otra pasión de Cognetti es la montaña, donde pasa en soledad algunos meses al año. De estos periodos de aislamiento surgió en 2013 un diario, El muchacho silvestre (Il ragazzo selvatico) publicado en castellano en 2017. En 2014 publicó un ensayo sobre el arte de escribir relatos titulado A pesca nelle pozze più profonde.
Su mayor éxito hasta la fecha ha sido la publicación el 8 de noviembre del 2016 con Einaudi de su primera novela en sentido estricto: Las ocho montañas (Le otto montagne), publicado simultáneamente en 30 países y vencedor del Premio Strega 2017, el Premio Médicis Étranger, el premio François Sommer 2018, el premio English Pen Translates Award, el Premio Itas, el Premio Viadana y el Premio Leggimontagna.. En castellano ha sido publicado en 2017 por Random House.

## Obras

### Narrativa
- Fare Ordine (2003). Vencedor del premio Subway-Leterattura.
- Manuale per ragazze di successo. Finalista del premio Bérgamo 2005.
- Una cosa piccola che sta per esplodere. Ganador del Premio Settembrini 2008, sección joven. Finalista del Premio Claro 2008. Ganador del Premio Renato Fucini 2009.
- Sofia si veste sempre di nero. Finalista al Premio Strega 2013,
- Il nuotatore, con Mara Cerri, (2013)
- Le otto montagne (2016). Ganador del Premio Strega 2017.[5] Ganador del Premio Strega Joven 2017. Ganador del Premio Bruja OFF 2017]. Ganador del Prix Médicis Étranger.

### Ensayo
- New York è una finestra senza tende (2010)
- Il ragazzo selvatico (2013). Traducido al castellano como El muchacho silvestre.
- Tutte le mie preghiere guardano verso Ovest (2014)
- A pesca nelle pozze più profonde (2014)